# Linda Emond
Linda Marie Emond (ur. 22 maja 1959 w New Brunswick (New Jersey) — amerykańska aktorka teatralna i filmowa.
Dzięki rolom teatralnym w "Life x 3" i "Śmierć komiwojażera" dwukrotnie była nominowana do Nagrody Tony - w 2003 i 2012. Występowała w teatrach na Broadwayu i Off-Broadway.